# Леонтьев, Василий Васильевич
Васи́лий Васи́льевич Лео́нтьев (5 августа 1905, Мюнхен — 5 февраля 1999, Нью-Йорк) — американский экономист, создатель теории межотраслевого анализа, лауреат премии по экономике памяти Альфреда Нобеля за 1973 год «за развитие метода „затраты — выпуск“ и за его применение к важным экономическим проблемам».

## Биография
Родился в Мюнхене и рос в Петрограде в семье университетского профессора экономики Василия Васильевича Леонтьева и его жены Златы Аншелевны—Бенционовны (впоследствии Евгении Борисовны) Бекер (1881—1979). Родители заключили брак в Лондоне 17 марта 1905 года. Мать, будучи по окончании Бестужевских курсов дипломированным педагогом, решила не отдавать сына в гимназию и сама занялась его образованием. Особое внимание она уделила иностранным языкам — к 15 годам Леонтьев владел основными европейскими языками. Другим предметам его обучали студенты-репетиторы. В 13 лет он поступил и через два года окончил два старших класса единой трудовой школы, что давало ему право поступления в университет.
В 1921 поступил на факультет общественных наук Петроградского университета, руководство которого из-за возраста не сразу согласилось зачислить его студентом. Вероятнее всего, здесь не обошлось без вмешательства отца — профессора Петроградского университета.
Состоял в нелегальном Социалистическом блоке, созданном в Петроградском университете оппозиционно настроенными студентами. 4 ноября 1922 ночью был арестован при расклеивании листовок РСДРП вместе со студенткой-меньшевичкой и до 22 ноября находился под стражей. По этому же делу находился под арестом с 23 марта по 6 апреля 1923.
Вместе с П. В. Микеладзе перевёл с немецкого книгу К. Шеффера «Классические системы стабилизации валюты», изданную в 1923. Написанная Леонтьевым статья с размышлениями о путях развития науки была запрещена для публикации, вследствие этого он принял решение об эмиграции:

Это была историко-аналитическая статья, страшно далекая от политики, от идеологии. И если запретили даже её… Я понял, что здесь наукой невозможно будет заниматься.
В 1924 году завершил изучение философии и социологии в Ленинградском университете. После окончания университета несколько месяцев работал на кафедре экономической географии Ленинградского политехнического института и в Ленинградском институте народного хозяйства им. Ф. Энгельса научным сотрудником в должности помощника заведующего кабинетом.
В начале 1925 года получил разрешение выехать в Германию, в ОГПУ посчитали, что он и так умирает. Поводом была необходимость лечения опухоли, которую приняли за злокачественную саркому (обследование немецких врачей этот диагноз не подтвердило).

### После эмиграции
Изучал экономические науки в Берлине, за диссертацию «Круговорот экономики» получил докторскую степень. Затем в течение нескольких лет (с годичным перерывом из-за поездки в Китай) работал в Институте мировой экономики города Киль. В 1928 году получил официальное приглашение приехать в Китай в качестве советника министра железных дорог. Перед ним была поставлена задача расчёта оптимального варианта системы путей сообщения и грузоперевозок Китая.
В 1931 году уехал в Америку, где стал сотрудником Уэсли Митчелла — директора Национального бюро экономических исследований. Впоследствии прошёл тестирование и стал преподавателем Гарвардского и Нью-Йоркского университетов, создателем и руководителем американского Института экономического анализа, являлся консультантом ООН. В 1932 году Леонтьев женился на американской гражданке и в следующем году сам получил гражданство США.
После начала Второй мировой войны работал консультантом по экономическому планированию для военно-воздушных сил США. Под его руководством была построена матрица «затраты — выпуск» для экономики Германии. Матрица служила основой для выбора целей американскими ВВС.
В 1954 году был избран президентом Эконометрического общества, в 1970 году — президентом Американской экономической ассоциации. В 1988 году был приглашён в СССР как эксперт для консультации по вопросам проведения перестройки. В том же году избран иностранным членом Академии наук СССР. В начале 1990-х годов Леонтьев приезжал в Российскую Федерацию с предложением помощи в реформировании российской экономики. Вернувшись в Америку, он сказал: «Я туда больше не поеду. Они ничего не слушают.».
В 1992 году подписал «Предупреждение человечеству».
Доктор honoris causa Брюссельского (1961), Парижского (1972) и Ленинградского (1990) университетов. Офицер ордена Почётного легиона (Франция, 1968), награждён орденами Восходящего солнца (Япония, 1984) и Искусств и литературы (Франция, 1985). Лауреат премии Б. Хармса (1970) и премии по экономике памяти Альфреда Нобеля (1973) «за развитие метода „затраты — выпуск“ и его применение к важным экономическим проблемам». С 2005 года действует сервер Василия Леонтьева.

## Семья
Жена (с 1932 года) — Эстел (Эстелла) Маркс (Estelle Marks, 1908—2005), поэтесса, автор наиболее полной биографии семьи Леонтьевых «Геня и Василий» (Zephyr Press, Sommerville, Массачусетс, 1987).
Дочь — Светлана Альперс (род. 1936), искусствовед, профессор университета в Беркли (Калифорния).
Внук — Бенджамин Леонтьев Альперс (англ. Benjamin L. Alpers, Ph.D., род. 1965), историк.

## Научная деятельность
Леонтьев разработал анализ «затраты — выпуск», за что в 1973 получил премию по экономике памяти Альфреда Нобеля. В честь Леонтьева назван ряд экономических явлений — например, модель Леонтьева и парадокс Леонтьева.
В связи с этими открытиями Леонтьева стали называть «апостолом планирования».

## Увлечения
Парусный спорт
Я увлекаюсь парусным спортом и, когда объясняю студентам, как функционирует экономика страны, сравниваю её с яхтой в море. Чтобы дела шли хорошо, нужен ветер, — это заинтересованность. Руль — государственное регулирование.

## Медаль В. В. Леонтьева
На заседании Президиума РАЕН № 153 от 30.10.2002 г. было рассмотрено и утверждено
Положение о Медали В. В. Леонтьева «За достижения в экономике».
Среди известных лауреатов — акад. А. А. Петров (1934—2011).

## Список произведений
- Баланс народного хозяйства СССР. Методологический разбор работы ЦСУ // Плановое хозяйство : Ежемесячный журнал. — М.: Госплан СССР, 1925. — № 12. — С. 254—258.
- «Структура американской экономики» (The Structure of American Economy, 1941)
- «Исследования структуры американской экономики» (Studies in the Structure of the American Economy, 1953; в соавторстве)
- «Экономика „затраты — выпуск“» (Input — Output Economics, 1966)
- «Экономические эссе. Теории, исследования, факты и политика» (Essays in Economics: Theories, Theorizing, Facts, and Policies, 1966, 1977, 1985)
- «Будущее мировой экономики» (The Future of the World Economy, 1977; в соавторстве с Энн Картер и П. Петри)
- «Межотраслевой анализ военных расходов» (Military Spending: Facts and Figures, Worldwide Implications and Future Outlook, 1983; в соавторстве с Ф. Дюшаном)
- Избранные произведения: в 3 т. / Науч. ред., вступ. статья А. Г. Гранберга — М.: Экономика, 2006—2007.